# Fontenay-le-Comte (quận)
Quận Fontenay-le-Comte là một quận của Pháp, nằm ở tỉnh Vendée, ở vùng Pays de la Loire. Quận này có 9 tổng và 107 xã.

## Các đơn vị hành chính

### Các tổng
Các tổng của quận Fontenay-le-Comte là: 
1. Chaillé-les-Marais
2. La Châtaigneraie
3. Fontenay-le-Comte
4. L'Hermenault
5. Luçon
6. Maillezais
7. Pouzauges
8. Sainte-Hermine
9. Saint-Hilaire-des-Loges

### Các xã
Các xã của quận Fontenay-le-Comte, và mã INSEE là: 
| 1. Antigny (85005)                      | 2. Auzay (85009)                       | 3. Bazoges-en-Pareds (85014)           | 4. Benet (85020)                                |
| 5. Bouillé-Courdault (85028)            | 6. Bourneau (85033)                    | 7. Breuil-Barret (85037)               | 8. Cezais (85041)                               |
| 9. Chaillé-les-Marais (85042)           | 10. Chaix (85044)                      | 11. Champagné-les-Marais (85049)       | 12. Chasnais (85058)                            |
| 13. Chavagnes-les-Redoux (85066)        | 14. Cheffois (85067)                   | 15. Damvix (85078)                     | 16. Doix (85080)                                |
| 17. Faymoreau (85087)                   | 18. Fontaines (85091)                  | 19. Fontenay-le-Comte (85092)          | 20. Foussais-Payré (85094)                      |
| 21. Grues (85104)                       | 22. L'Aiguillon-sur-Mer (85001)        | 23. L'Hermenault (85110)               | 24. L'Orbrie (85167)                            |
| 25. L'Île-d'Elle (85111)                | 26. La Caillère-Saint-Hilaire (85040)  | 27. La Chapelle-Thémer (85056)         | 28. La Chapelle-aux-Lys (85053)                 |
| 29. La Châtaigneraie (85059)            | 30. La Flocellière (85090)             | 31. La Jaudonnière (85115)             | 32. La Meilleraie-Tillay (85140)                |
| 33. La Pommeraie-sur-Sèvre (85180)      | 34. La Réorthe (85188)                 | 35. La Taillée (85286)                 | 36. La Tardière (85289)                         |
| 37. Lairoux (85117)                     | 38. Le Boupère (85031)                 | 39. Le Gué-de-Velluire (85105)         | 40. Le Langon (85121)                           |
| 41. Le Mazeau (85139)                   | 42. Le Poiré-sur-Velluire (85177)      | 43. Les Châtelliers-Châteaumur (85063) | 44. Les Magnils-Reigniers (85131)               |
| 45. Liez (85123)                        | 46. Loge-Fougereuse (85125)            | 47. Longèves (85126)                   | 48. Luçon (85128)                               |
| 49. Maillezais (85133)                  | 50. Maillé (85132)                     | 51. Marillet (85136)                   | 52. Marsais-Sainte-Radégonde (85137)            |
| 53. Menomblet (85141)                   | 54. Mervent (85143)                    | 55. Monsireigne (85145)                | 56. Montournais (85147)                         |
| 57. Montreuil (85148)                   | 58. Moreilles (85149)                  | 59. Mouilleron-en-Pareds (85154)       | 60. Mouzeuil-Saint-Martin (85158)               |
| 61. Nalliers (85159)                    | 62. Nieul-sur-l'Autise (85162)         | 63. Oulmes (85168)                     | 64. Petosse (85174)                             |
| 65. Pissotte (85176)                    | 66. Pouillé (85181)                    | 67. Pouzauges (85182)                  | 68. Puy-de-Serre (85184)                        |
| 69. Puyravault (85185)                  | 70. Réaumur (85187)                    | 71. Saint-Aubin-la-Plaine (85199)      | 72. Saint-Cyr-des-Gâts (85205)                  |
| 73. Saint-Denis-du-Payré (85207)        | 74. Saint-Germain-l'Aiguiller (85219)  | 75. Saint-Hilaire-de-Voust (85229)     | 76. Saint-Hilaire-des-Loges (85227)             |
| 77. Saint-Jean-de-Beugné (85233)        | 78. Saint-Juire-Champgillon (85235)    | 79. Saint-Laurent-de-la-Salle (85237)  | 80. Saint-Martin-Lars-en-Sainte-Hermine (85248) |
| 81. Saint-Martin-de-Fraigneau (85244)   | 82. Saint-Martin-des-Fontaines (85245) | 83. Saint-Maurice-des-Noues (85251)    | 84. Saint-Maurice-le-Girard (85252)             |
| 85. Saint-Mesmin (85254)                | 86. Saint-Michel-Mont-Mercure (85257)  | 87. Saint-Michel-en-l'Herm (85255)     | 88. Saint-Michel-le-Cloucq (85256)              |
| 89. Saint-Pierre-du-Chemin (85264)      | 90. Saint-Pierre-le-Vieux (85265)      | 91. Saint-Sigismond (85269)            | 92. Saint-Sulpice-en-Pareds (85271)             |
| 93. Saint-Valérien (85274)              | 94. Saint-Étienne-de-Brillouet (85209) | 95. Sainte-Gemme-la-Plaine (85216)     | 96. Sainte-Hermine (85223)                      |
| 97. Sainte-Radégonde-des-Noyers (85267) | 98. Sérigné (85281)                    | 99. Tallud-Sainte-Gemme (85287)        | 100. Thiré (85290)                              |
| 101. Thouarsais-Bouildroux (85292)      | 102. Triaize (85297)                   | 103. Velluire (85299)                  | 104. Vix (85303)                                |
| 105. Vouillé-les-Marais (85304)         | 106. Vouvant (85305)                   | 107. Xanton-Chassenon (85306)          |                                                 |